# Ichtiotoksyna
Ichtiotoksyna – biotoksyna o działaniu podobnym do działania jadu węży, znajdująca się w surowicy krwi węgorza europejskiego. U ssaków, w tym człowieka, wywołuje drżenie mięśni, hemolizę krwinek, porażenie ośrodka oddechowego i serca. Podgrzana do temperatury 58 °C traci toksyczne właściwości i ulega rozkładowi.
W szerszym znaczeniu termin ichtiotoksyna jest stosowany w odniesieniu do wszelkich toksyn wytwarzanych przez ryby.